# Lost in Space (album)
Pour les articles homonymes, voir Lost in Space.
Albums de Aimee Mann
Bachelor No.2
(2000) The Forgotten Arm
(2005)
Lost in Space est un album d'Aimee Mann sorti en 2002.
Il s'est classé à la 35e place du Billboard 200, à la 72e place au Royaume-Uni, à la 18e place en Suède, à la 24e place en Norvège, à la 32e place en Finlande, à la 86e place aux Pays-Bas et à la 103e place en France. Il obtient un score de 74/100 sur Metacritic.

## Liste des titres
1. Humpty Dumpty - 4:01
2. High On Sunday 51 - 3:15
3. Lost In Space - 3:28
4. This Is How It Goes - 3:47
5. Guys Like Me - 3:12
6. Pavlov's Bell - 4:27
7. Real Bad News - 3:53
8. Invisible Ink - 4:59
9. Today's The Day - 4:42
10. The Moth - 3:46
11. It's Not - 3:27